# Ruth Guimarães
Ruth Guimarães, ursprungligen Guimarães Botelho, född 13 juni 1920 i Cachoeira Paulista, Brasilien, död 21 maj 2014 i Cachoeira Paulista, var en brasiliansk författare som uppmärksammades nationellt för sin första bok, Água Funda (Djupt vatten) 1946.

## Biografi
Redan som tioåring började Guimarães skriva dikter och fick dem publicerade i Sao Paulos lokala tidningarna A Região och A Notícia. År 1938 flyttade hon till São Paulo för att studera filosofi och estetik vid Universitetet i São Paulo.